# Čtvrtá třída
Čtvrtá třída (v anglickém originále 4th Grade) je jedenáctý díl čtvrté řady amerického komediálního animovaného televizního seriálu Městečko South Park.

## Děj
Děti si nemohou zvyknout na novou paní učitelku paní Choksondikovou a chtějí se vrátit zpět v čase do třetí třídy. Dva trekkies jim vyrobí stroj v cestování v čase z Timmyho vozíku, ale do minulosti se vrátí jen Timmy. Fanoušci Star Treku se pohádají, protože jeden tvrdí, že Star Trek měl 72 a druhý 73 dílů. Paní Choksondiková mezitím pozná pana Garrisona a ten jí naučí být správnou učitelkou. Pan Garrison, který žil dlouhou dobu v ústrání na vrcholu hory poté, co získal za svou knihu gayskou Pulitzerovu cenu a začal být považován za největšího homoerotického autora románu od Huckleberryho Finna, striktně odmítal, že je gay. Když ale spolu s paní Choksondikovou vešel do stromu poznání, smířil se s tím, že je homosexuál. Když se žáci chtěli znovu pokusit vrátit v čase usmířených trekkies, paní Choksondiková je zaujala osobitým stylem vyučování pana Garrisona a studenti se vrátili do lavic. Když pan Garrison přišel říct vedení školy, že už se nestydí, že je homosexuál, všichni ho pochválí, ale zároveň se mu vysmějí, když žádá o návrat do zaměstnání, protože škola lidi s jinou sexuální orientací nebere. Timmy, který si projel různými historickými událostmi, se nakonec vrátil.